# دوروثي ستيفنسون
دوروثي ستيفنسون (بالإنجليزية: Dorothy Stevenson)‏ هي لاعبة كرة مضرب أسترالية، ولدت في القرن العشرين في فيكتوريا في أستراليا.